# Тэнгу

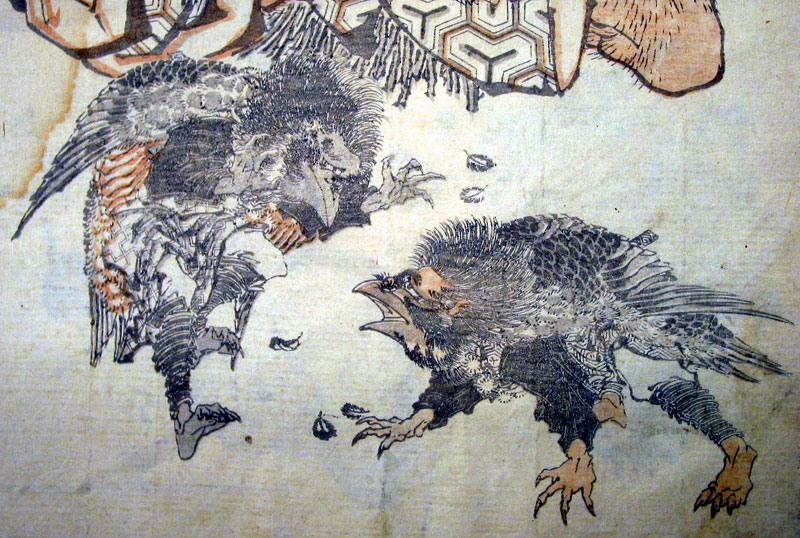

Тэ́нгу (яп. 天狗, дословно — «Небесная собака»; китайск.: Тянь-гоу) — существо из японских поверий.
В японских верованиях тэнгу тератологическое существо; представляется в облике мужчины огромного роста с красным лицом, длинным носом, иногда с крыльями. Тэнгу очень часто носит одежду горного отшельника (ямабуси), он наделён огромной силой.

## История

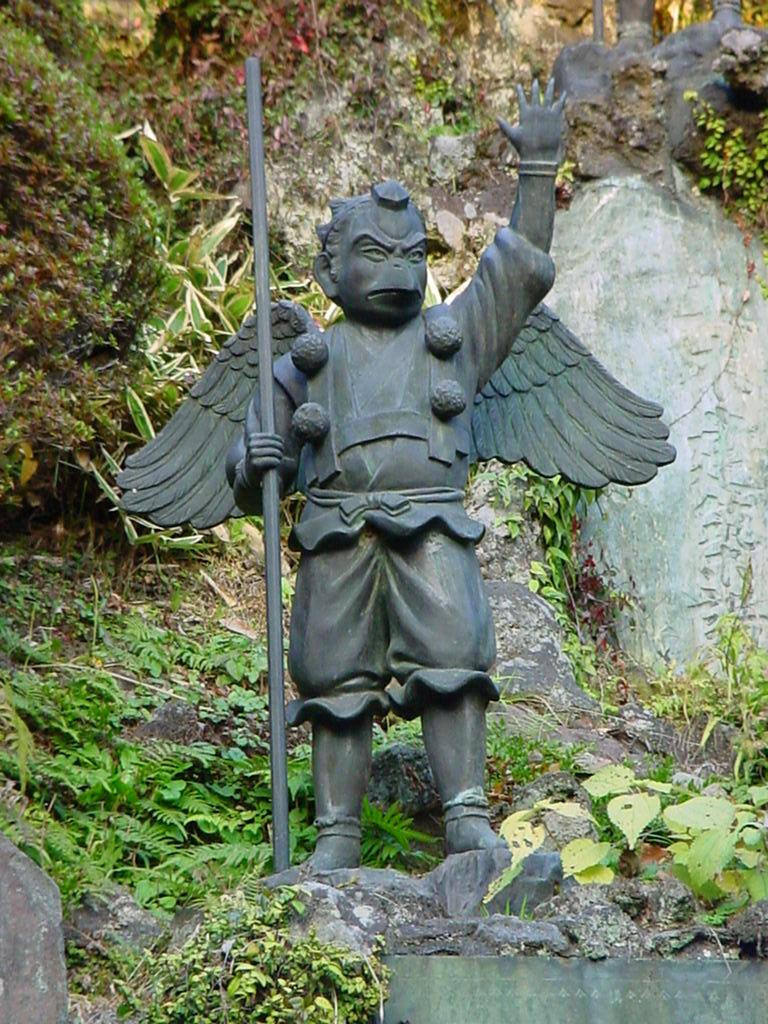
Тэнгу в форме ямабуси

Как и многие другие персонажи японского фольклора, тэнгу происходят из Китая. В Китае эти существа изображались похожими на лисиц с белой головой. Им приписывались способности отвращать беды, а также отпугивать разбойников лаем. Так же называлось злое божество, живущее на Луне. Наконец, то же слово означало особые звёзды, падающие с треском и блеском. Вскоре образ лисособаки начал изменяться под действием способности тэнгу летать. В «Собрании стародавних историй» (Кондзяку моногатари), появившемся в XII веке, тэнгу предстал в образе сокола, обитающего в кронах старых деревьев. Ему приписывалась способность своими чарами всячески смущать людей. В том же произведении можно найти множество указаний на то, что буддийские монахи пытались использовать силу тэнгу в своих целях. Один из них даже смог вылечить императора, однако был изгнан, когда вскрылась его связь с тэнгу. Считалось что хотя тэнгу и обладают значительным могуществом, блага, принесённые их колдовством, в будущем непременно обернутся неприятностями. Поэтому допустимо обращаться за помощью к будде, но следует воздерживаться от контактов с тёмными силами наподобие тэнгу. Более того, монахи, заручившиеся поддержкой тёмных сил, сами стали считаться тэнгу, принявшими человеческий облик. В первую очередь с тэнгу стали отождествлять ямабуси, чему способствовало мнение о том, что настоящий ямабуси обязательно умеет летать.
Отождествление тэнгу с монахами повлияло на образ типичного тэнгу. Примерно с XII века он принял форму ямабуси в характерной шапочке, с крыльями за спиной, посохом или мечом в руке и с характерным лицом. В случае дайтэнгу (великих тэнгу) это было красное лицо с огромным носом. В случае же карасу тэнгу лицо выделялось круглыми глазами и птичьим клювом вместо носа. Вместе с эволюцией внешнего вида с XII века стала расти и положительная роль тэнгу. Появились многочисленные легенды о том, что они были учителями лучших воинов Японии. Благодаря такому учителю воины с легкостью побеждали простых смертных. Постепенно тэнгу стали считаться и воплощением ками гор, порою выступая противниками буддийского учения. Со временем эта враждебность исчезла, и тэнгу превратились в защитников любых святилищ, в первую очередь горных. Тем не менее ими по-прежнему пугают маленьких детей.

## Общее описание
Тэнгу любит чистоту, не терпит близости людей, морочит путников в горах, лесорубов, пугает их громовым хохотом или подражая треску срубленных деревьев. По народным поверьям, после смерти злой или гордый человек может превратиться в тэнгу.
Тэнгу приписывают экстраординарные физические способности и навыки владения холодным оружием. Изредка они служат людям, которых считают достойными, наставниками в искусстве войны и стратегии. Также благородные тэнгу выступают защитниками святых людей и храмов. Однако чаще тэнгу — это злобные насмешливые существа, стремящиеся при каждом удобном случае навредить людям. Это жестокие обманщики, вызывающие пожары, подстрекающие к войнам.
Тэнгу терпеть не могут высокомерия, предубеждения и тщеславия, особенно когда речь идет о буддийских священниках и самураях. Так к концу эпохи Камакура тэнгу становится главным в литературе средством для критики и уличения греховности духовенства, защитником Дхармы.

## Тэнгу в сказках

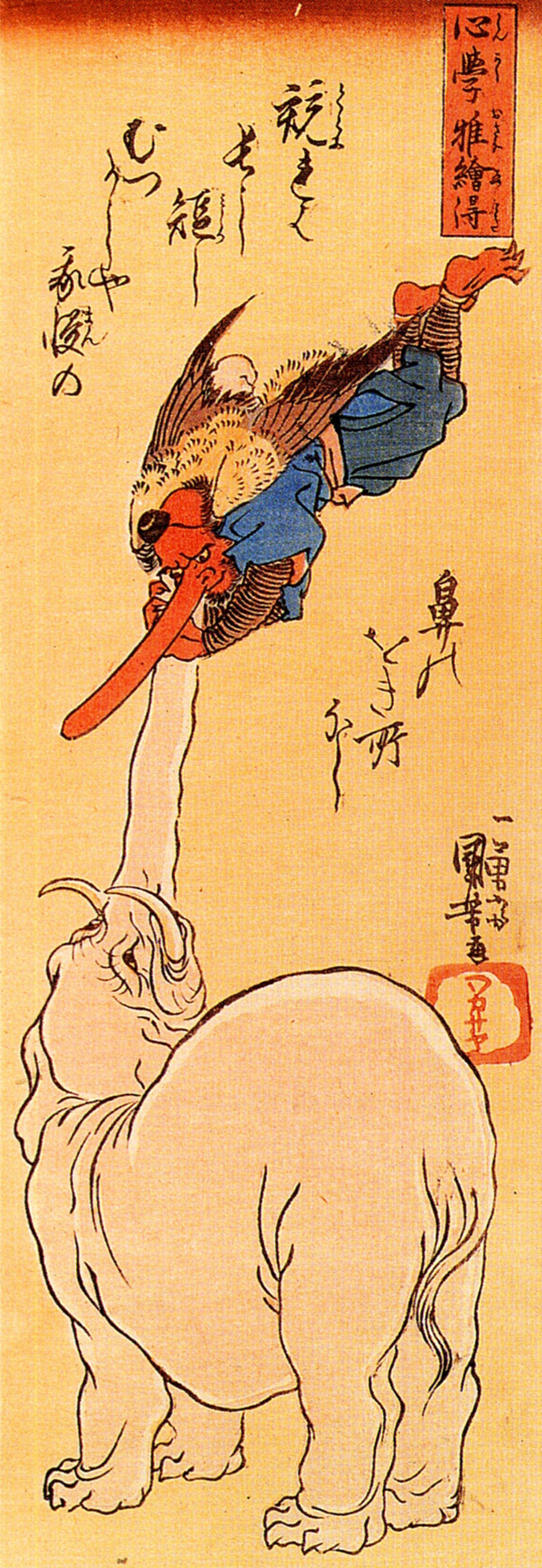

Несмотря на то, что тэнгу обладает крыльями, в сказках он летает с помощью взмахов волшебного веера.
В легенде конца XI века утаскивает в горы хозяина озера — дракона, чтобы тот умер от жажды. Спасает дракона буддийский монах. Тэнгу любит селиться в старых деревьях с искривлёнными стволами. В одной из легенд конца XIX века люди, срубившие сосну, в которой жил Тэнгу, умерли.

## Виды тэнгу

### Карасу тэнгу
Котэнгу, «ворон» тэнгу, младший тэнгу
Древняя форма тэнгу, изображаемый как злое, похожее на ворону существо. Обладал телом человека, крючковатым лицом, маленькой головой, крыльями и когтями. Похищает взрослых и детей, разжигает пожары. Разрывает на части тех, кто преднамеренно наносит вред лесу. Иногда карасу тэнгу освобождает похищенных им людей, но, оставшись в живых, они возвращались домой слабоумными. Также могут манипулировать судьбой человека.
Также существует сказка «Веер Тэнгу», в которой сюжет построен на том, что крестьянин Хэйсаку совершил обмен на веер. Постучав по одной стороне веера со словами: «Нос, расти, нос, расти, нос расти!», можно было вырастить нос себе или любому человеку; постучав по другой и сказав при этом трижды: «Нос, сожмись!», стоило вернуть нос в прежнее состояние. В 1967 году по мотивам перевода этой сказки, выполненного Наталией Фельдман, был выпущен одноимённый советский диафильм.

### Ямабуси тэнгу
Даитэнгу, горный монах-отшельник тэнгу
Тэнгу, ставший за свою жизнь более похожим на человека внешне и взявший на себя роль защитника в делах людей. Тэнгу может превратиться в мужчину, женщину или ребёнка, но его основная ипостась — босой странствующий пожилой отшельник, монах-ямабуси с чрезвычайно длинным носом.